# Рапитто, Август Адамович
Август Адамович Рапитто (Хондзинский; 21 января 1908, Одесса — 2 июля 2000, Санкт-Петербург) — артист цирка и эстрады, жонглёр-виртуоз.

## Биография
Навыкам жонглирования обучался у заезжего итальянского артиста А. Сальвини; под его началом выступал в балаганах южных городов. В 1925—1932 гг. под псевдонимом «Два-Рапитто-Два» выступал в жонглёрском номере со своим учеником А. Кучеренко (1918—1980).
В 1930-е годы преподавал жонглирование в Ленинградской эстрадно-цирковой студии; среди его учеников — Г. Жженов, С. Филиппов, Н. Барзилович, Г. Поликарпов, Н. Александрович.
В годы войны работал во фронтовом цирке (руководитель — Е. Гершуни). Два раза выступал перед Сталиным, один из них — на Тегеранской конференции, перед Большой тройкой.
В 1968 г. завершил эстрадные выступления.